# 安野光雅
安野光雅（日语：／ Anno Mitsumasa，1926年3月20日—2020年12月24日），日本画家、书籍装帧设计师、繪本作家、作家、美術教師、文化功勞者，以充滿童趣繪本及設色淡雅溫潤風景畫聞名。

## 生平
島根縣鹿足郡津和野町出身。1946年，安野担任山口县一小学教师，並在山口师范学校研究科學習。1950年來到东京担任美术老师，後為專心於作畫而辞去教师工作。1968年，安野出版第一本绘本“不可思议的画”，後又推出错视绘本。1977年起推出「旅之绘本」系列，內容為用画笔和水彩創作的欧洲、美国、中国、日本等地的风景画。1991年至1996年為司马辽太郎刊登在周刊朝日上的連載作品《街道漫步》繪製插画。
2020年12月24日，因肝硬化病逝。

## 荣誉
他於1984年獲得漢斯·克里斯蒂安·安徒生獎

；2008年获菊池宽奖；2012年被評為文化功劳者。

## 文献
- 『安野光雅』 村松武司編、すばる書房〈絵本作家文庫〉、1977年
- 『日本の童画 13 安野光雅/太田大八/堀内誠一』 第一法規出版、1981年
- 鳥越信編『絵本の歴史をつくった20人』 創元社、1993年
- 上笙一郎著『日本の童画家たち』 くもん出版〈くもん選書〉、1994年 ／ 平凡社〈平凡社ライブラリー〉、2006年
- 小西正保著『絵本と画家との出会い』 日本エディタースクール出版部、1998年
- 『安野光雅の世界 1974→2001』 平凡社〈別冊太陽〉、2001年
- 『安野光雅』 山川出版社〈山川MOOK〉、2011年